# Юридичні гарантії
Юридичні гарантії (фр. garantie — порука, умова, забезпечувати що-небудь) — законодавчо закріплені засоби охорони суб'єктивних прав громадян і організацій, способи їх реалізації, а також засоби забезпечення законності і охорони правопорядку, інтересів особистості, суспільства і держави.